# Белый ангел
Белый ангел (серб. Бели анђео) — фреска из церкви Вознесения сербского православного монастыря Милешева, один из шедевров сербского и православного искусства. Датируется XIII веком и относится к периоду Палеологовского возрождения. В XVI веке поверх этого изображения было написано новое, которое было удалено в ходе реставрационных работ в XX веке.
Фреска находится на южной стороне церкви и входит в композицию Жены-мироносицы. Ангел, облачённый в белый хитон, сидит на камне и своей рукой указывает женам-мироносицам на пустую гробницу Христа.

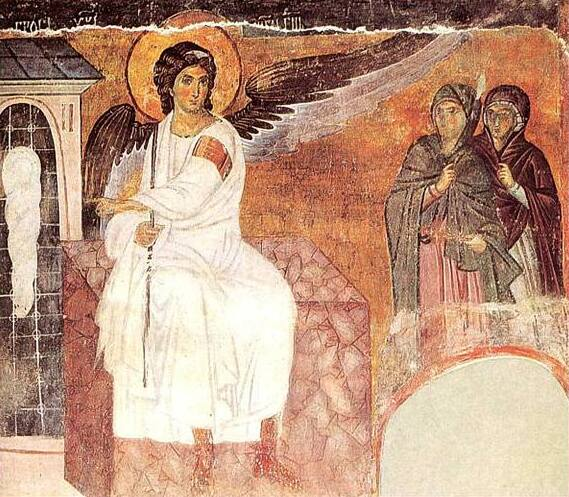